# Gerald Messadié
Gerald Messadié (1931 – 5 de julio de 2018) fue un periodista científico, ensayista y novelista francés. His work comprised historical novels, biographies, essays on the history of religions, También trabajó en el campo de la ciencia ficción en el plano del esoterismo.

## Biografía
Gerald Messadié fue editor de la revista científica Science & Vie, durante 25 años, y ha publicado más de 60 libros sobre diversos temas. Interesado en la historia, la etnología y la teología, publicó ensayos sobre creencias, culturas y religiones, biografías (incluida una biografía en dos volúmenes de Moisés) y novelas históricas, como Marie-Antoinette – La rose écrasée (2006), destinado a rehabilitar a la reina, a quien consideraba calumniada y tergiversada.

## Publicaciones
- Un personnage sans couronne,  Plon 1955
- Les princes,  Plon 1957
- Le chien de francfort,  Plon 1961
- Le zodiaque à 24 signes, Stock 1973
- Bouillon de culture, Robert Laffont 1973 (en colaboración con Bruno Lussato)
- Mahomet,  1974
- L’alimentation suicide. (Les dangers réels et imaginaires des produits chimiques dans notre alimentation.) Fayard 1973
- La messe de saint Picasso,  Robert Laffont 1984
- Les grandes découvertes de la science,  Bordas 1987
- Les grandes inventions de l’humanité jusqu’en 1850,  Bordas 1988
- Requiem pour Superman, la crise du mythe américain,  Robert Laffont 1988
- Suite romanesque: L'Homme qui devint Dieu
  - Tome 1 : Le récit, Robert Laffont, 1988 (Reedición : 887 pp., LGF - Livre de Poche, N° 6777, 1990 — ISBN 2-253-05329-5)
  - Tome 2 : Les sources, Robert Laffont, 1989 (2e edición : 1999 — ISBN 2-221-08222-2)
  - Tome 3 : L'incendiaire, , vie de Saul, apôtre, Robert Laffont, 1991 — ISBN 2-221-08223-0
  - Tome 4 : Jésus de Srinagar, Robert Laffont, 1995 (Reedición : 527 pp., LGF - Livre de Poche, 1997 — ISBN 2-253-14353-7) "roman foisonnant de personnages et de péripéties"
- Les grandes inventions du monde moderne,  Bordas 1989
- Matthias et le diable,  Robert Laffont 1990
- Le chant des poissons-lunes, Robert Laffont 1992
- Ma vie amoureuse et criminelle avec Martin Heidegger,  Robert Laffont 1992
- Histoire générale du diable, Robert Laffont 1993
- Coup de gueule contre les gens qui se croient de droite et quelques autres qui se croient de gauche,  Ramsay 1995
- 29 jours avant la fin du monde,  Robert Laffont 1995
- La fortune d'Alexandrie,  Lattès 1996[7]
- Tycho l’admirable,  Julliard 1996
- Une histoire générale de Dieu  Robert Laffont, 1997 — ISBN 2-221-07988-4
- Suite: Moïse
  - Tome 1 : Un prince sans couronne, 320 pp., Lattès, 1998 — ISBN 2-7096-1876-1
  - Tome 2 : Le prophète fondateur, 373 pp., Lattès, 1998 — ISBN 2-7096-1894-X
- Histoire générale de l'antisémitisme, 431 pp., Lattès, 1999 — ISBN 2-7096-1926-1
- David roi, 380 pp., Lattès, 1999 — ISBN 2-7096-1949-0
- Balzac, une conscience insurgée,écrit avec Jean-Charles Gérard, Edition N°1 1999
- Mon petit livre des prières, Presses du Châtelet 2000
- Madame Socrate, (roman policier), Lattès 2000  (Reedición : LGF - Livre de Poche, N° 15354, 2002 — ISBN 2-253-15354-0)
- Les Cinq livres secrets dans la Bible , 689 pp., Lattès, 2001 — ISBN 2-7096-2141-X
- 25, rue Soliman Pacha , Lattès 2001 - 474 pp., Collection Ldp, N° 5554, LGF - Livre de Poche, 2003 — ISBN 2-253-15554-3
- Le mauvais esprit, Max Milo 2001
- Mourir pour New York,  Max Milo, 2002
- L'Affaire Marie Madeleine, Lattés, 2002 (Reedición : LGF - Livre de Poche, N° 30187, 2004 — ISBN 2-253-10992-4)
- Le tourisme va mal, achevons-le !, 2003
- Suite romanesque: Jeanne de l'Estoille
  - Tome 1: La Rose et le lys, L'Archipel, 2003 — ISBN 2-84187-810-4
  - Tome 2: Le Jugement des loups, L'Archipel, 2003 — ISBN 2-84187-811-2
  - Tome 3: La Fleur d'Amérique , L'Archipel, 2003 — ISBN 2-84187-812-0
- Trois mille lunes, (roman), Laffont, 2003
- Suite romanesque: Orages sur le Nil
  - Tome I : L'oeil de Néfertiti, L’Archipel 2004
  - Tome II : Les masques de Toutankhamon, L’Archipel 2004
  - Tome III : Le triomphe de Seth, L’Archipel 2004
- Et si c'était lui (roman), 350 pp., L'Archipel, 2004 — ISBN 2-84187-618-7
- Suite: Saint Germain l'homme qui ne voulait pas mourir
  - Tome I : Le masque venu de nulle part, (ou "Un masque nommé Saint Germain"), L’Archipel, 2005
  - Tome II : Les puissances de l'invisible, L’Archipel, 2005 - ISBN 2-84187-748-5
- Cargo, la religion des humiliés du Pacifique (essai), Calmann-Levy, 2005, ISBN 2-7021-3598-6
- Marie-Antoinette — La rose écrasée (roman), L'Archipel, 2006 — ISBN 2-84187-832-5
- Quarante siècles d'ésotérisme (essai), Presses du Chatelet, 2006, ISBN 2-84592-207-8
- Judas, le bien-aimé, Lattès 2007
- Suite: Jacob
  - Tome I : Le gué de Yabboq, L’Archipel, 2007
  - Tome II : Le roi sans couronne, L’Archipel, 2007
- Saladin, chevalier de l’islam, L’Archipel, 2008
- Padre Pio ou les prodiges du mysticisme, Presses du Châtelet 2008
- Jurassic France : pourquoi nous sommes en voie de fossilisation, L'Archipel, 2009
- Un espoir aussi fort
  - Tome I : Les années de fer, L’Archipel, 2009
  - Tome II : Les années d'argent, L’Archipel, 2009
  - Tome III : Les années d'or, L’Archipel, 2009
- Le Krach du sperme, avec Pierre Duterte, L’Archipel, 2009
- Ramsès II l’immortel
  - Tome I : Le Diable flamboyant, L’Archipel, 2010
  - Tome II : Le Roi des millions d’années, L’Archipel, 2010